# Crataegus
Crataegus L., 1753, volgarmente chiamato biancospino (dal greco antico κράταιγος?, krátaigos, di significato ed etimo incerto), è un genere costituito da diverse centinaia di specie di arbusti e alberi della famiglia delle Rosaceae, native delle regioni temperate dell'emisfero settentrionale in Europa, Asia, Nord Africa e Nord America.

## Etimologia
L'epiteto generico, Crataegus, deriva dal greco kratos "forza" data la grande robustezza del legno e akis "tagliente", in riferimento alle spine presenti in alcune specie.
Nella lingua inglese, invece, il nome comune hawthorn, deriva dal termine haw, che originariamente stava a indicare la siepe (dal termine anglosassone haguthorn, "recinto con spine"); l'uso di questo nome è applicabile anche ai frutti che la pianta produce.

## Descrizione

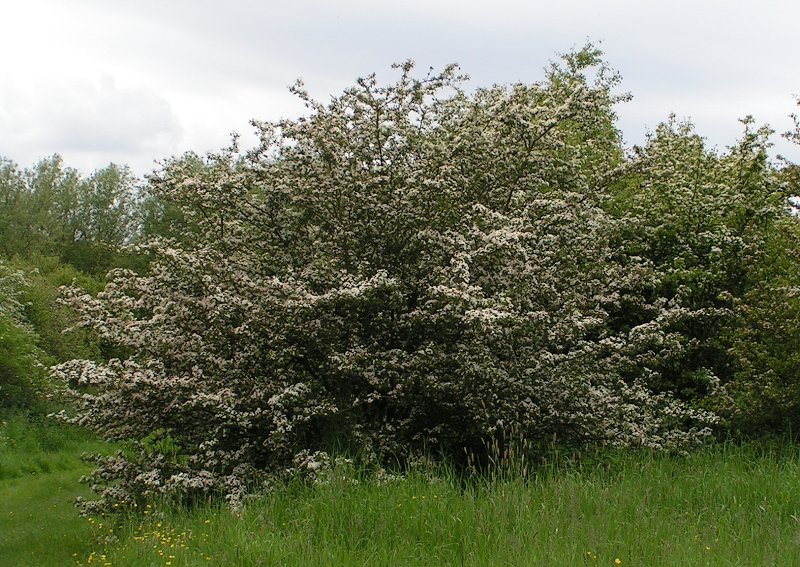
Esemplare di Crataegus monogyna

Si tratta di arbusti o piccoli alberi che raggiungono i 5 metri in altezza, solitamente con rami spinosi. 
Il tipo più comune di corteccia è il grigio liscio negli individui giovani, che sviluppa fessure longitudinali poco profonde con creste strette negli alberi più vecchi. 
Le spine sono piccoli rami a punta acuminata che derivano da altri rami o dal tronco e sono tipicamente lunghi 1-3 cm. Le foglie crescono disposte a spirale.
Le foglie della maggior parte delle specie hanno margini lobati o seghettati e hanno una forma alquanto variabile. Il frutto è simile a una bacca ma strutturalmente simile a una mela, commestibile ma dal sapore modesto.

## Tassonomia
Il genere comprende oltre 200 specie

### Alcune specie

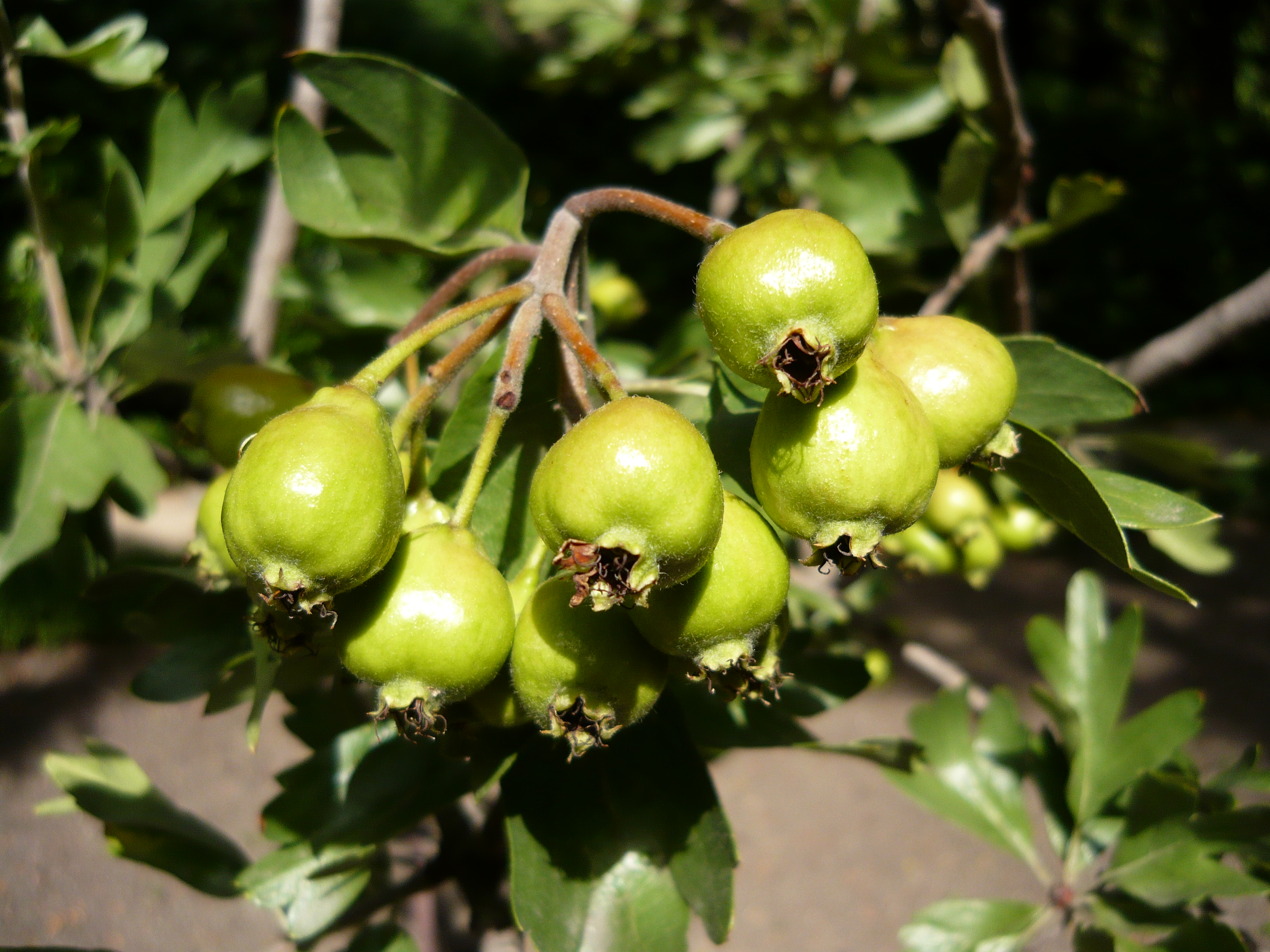
Crataegus azarolus (azzeruolo)
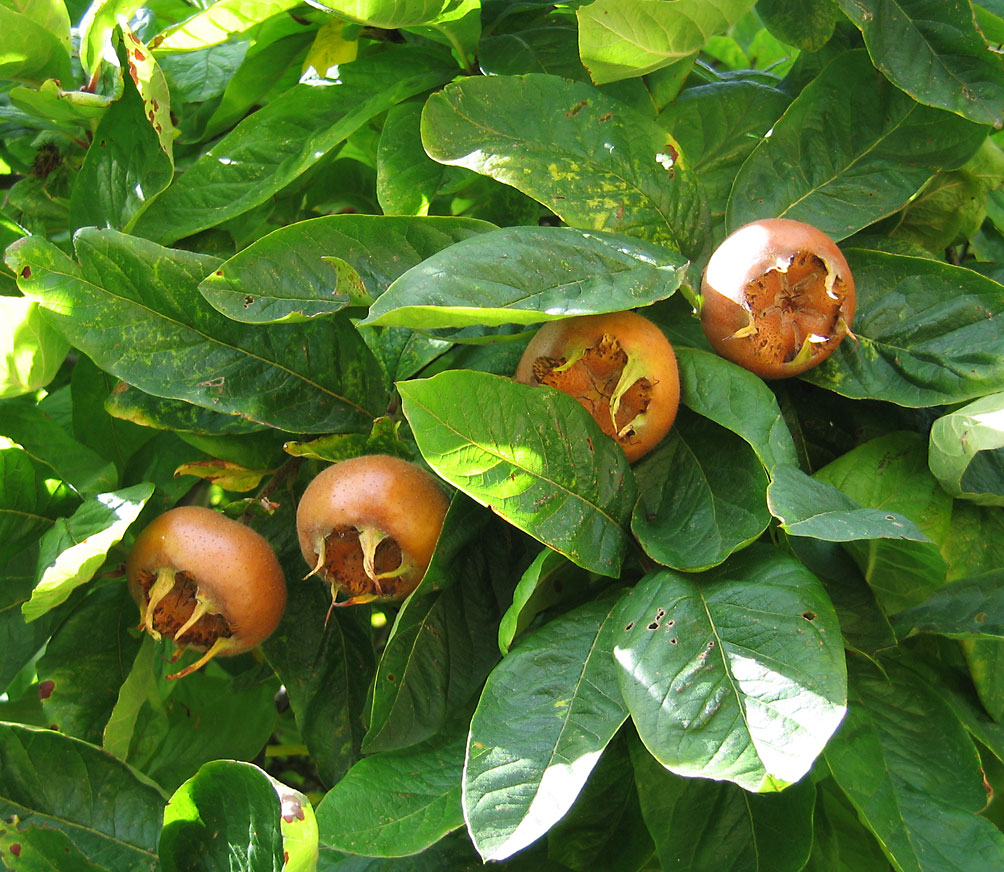
Crataegus germanica (nespolo europeo)
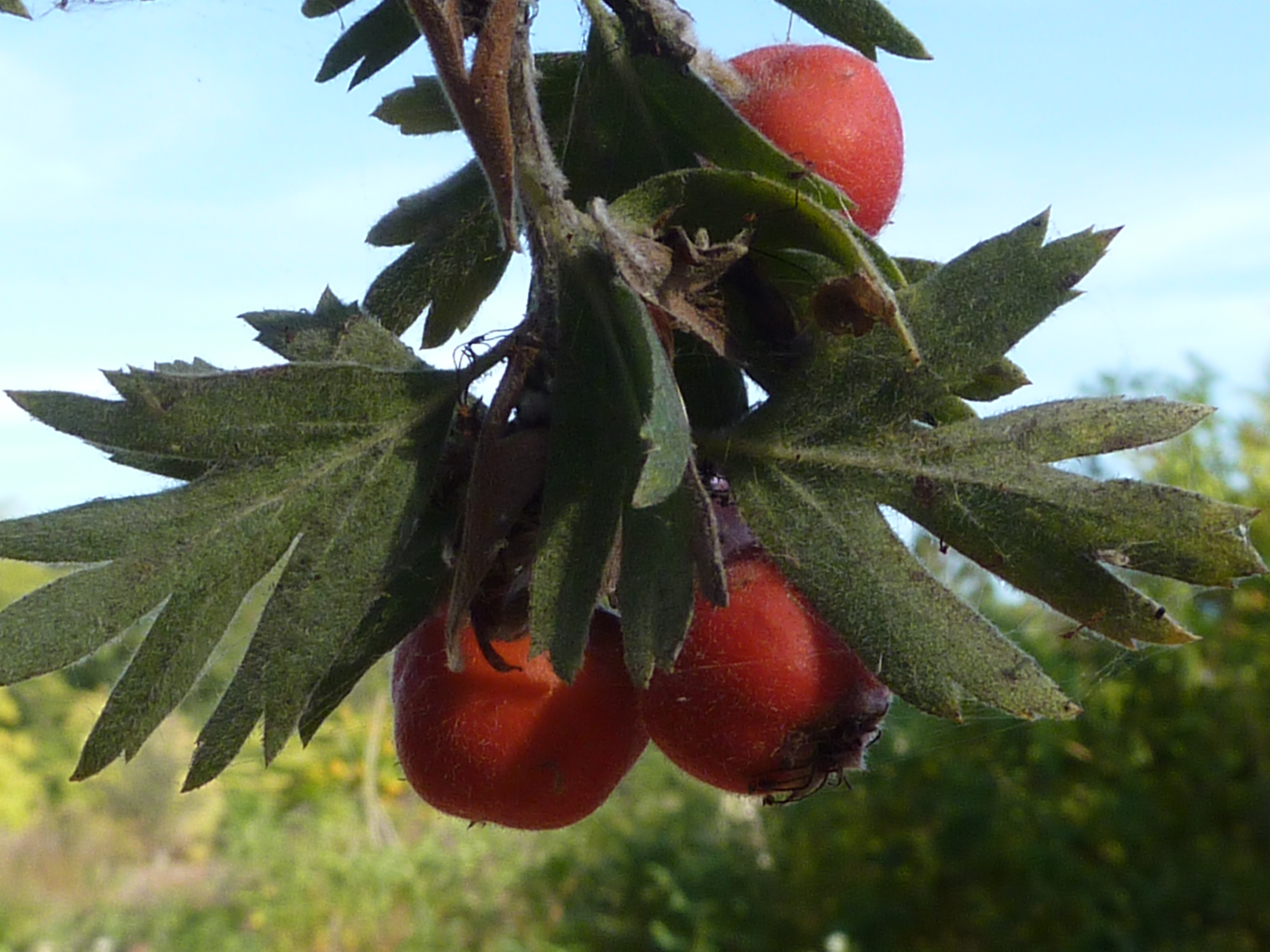
Crataegus laciniata (biancospino di Sicilia)
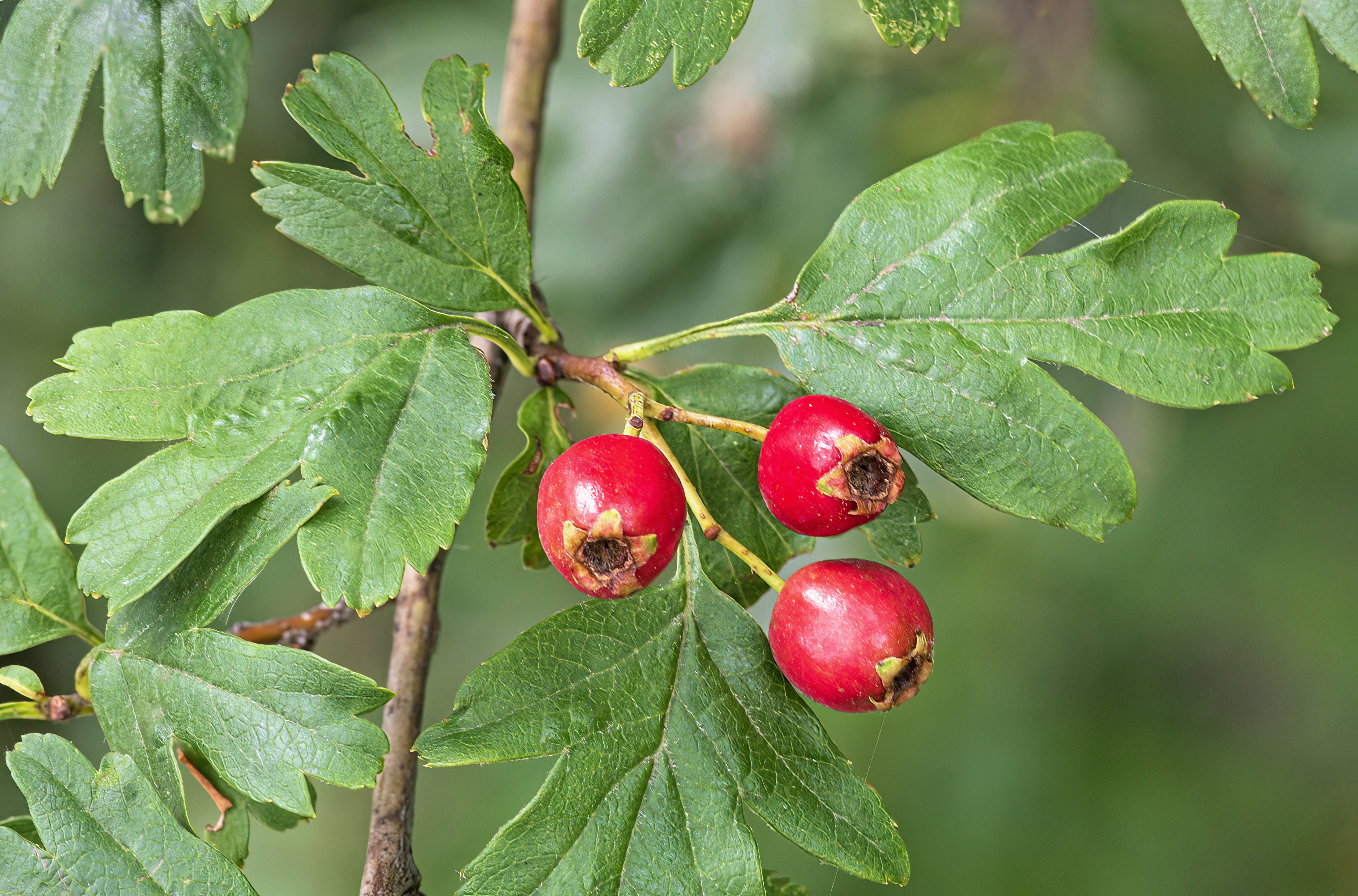
Crataegus monogyna (biancospino comune)

### Sinonimi obsoleti
Crataegus oxyacantha è un termine rigettato dalla comunità botanica in quanto ritenuto troppo ambiguo per trovare posto nella nomenclaura binomiale.
Lo si può trovare in vecchie pubblicazioni o in siti non specializzati, spesso come sinonimo di Crataegus monogyna.